# 청금석

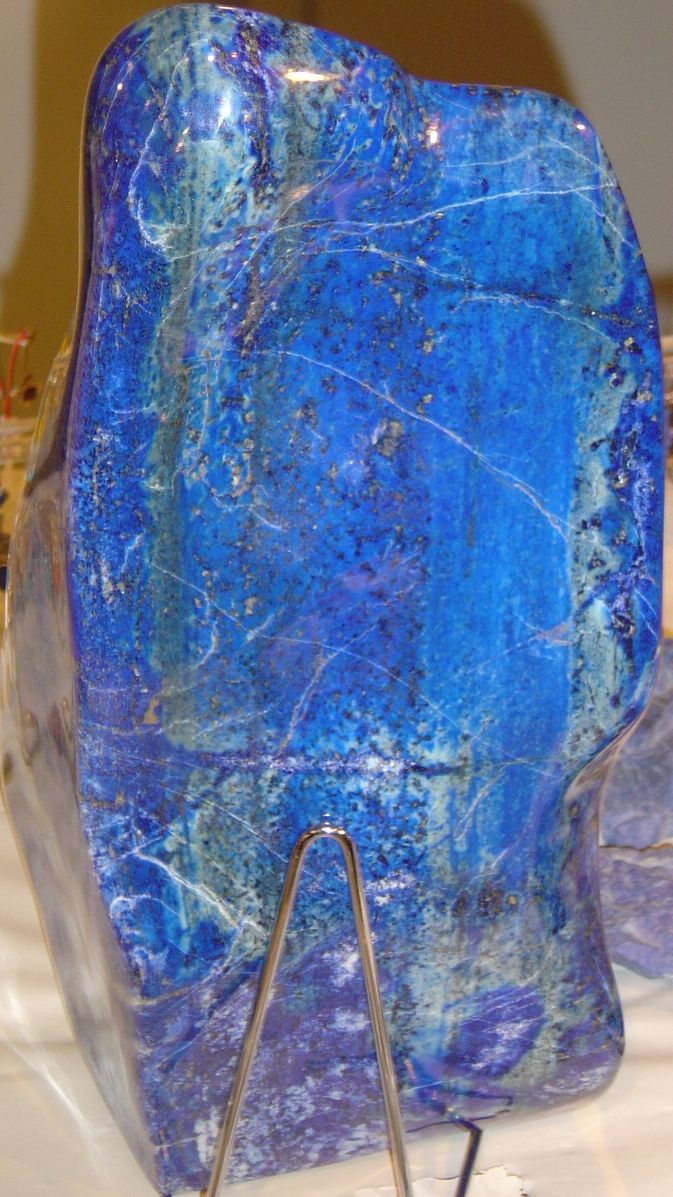
청금석 원석

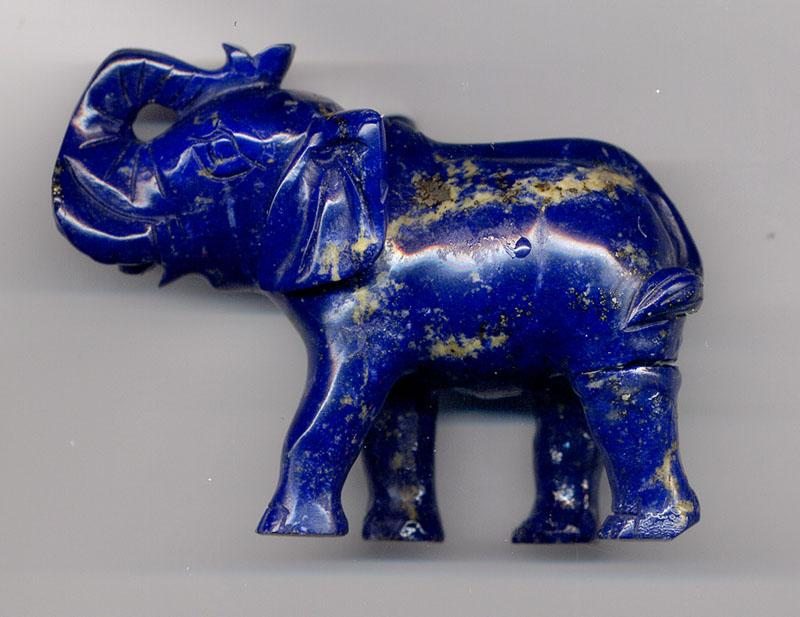
고급 청금석으로 조각한 코끼리상. 청금석에 흔히 나타나는 황철석으로 인한 금빛 조흔을 볼 수 있다. 조각의 길이는 8센티미터이다.

청금석(靑金石, 라틴어: lapis lazuli, 라피스 라줄리, 래피스 래줄리, 래피스 래줄라이)은 감청색의 불투명한 보석이다. 보석으로 여긴 역사가 가장 오래된 돌 가운데 하나이다. 현재까지도 준보석으로 사용한다. 인류가 청금석을 사용한 역사는 기원전 5000년까지 거슬러 올라가며 고대 메소포타미아와 이집트에서도 귀하게 여겼다.
청금석은 하나의 광물이 아니라 여러 광물이 혼합한 광물이다. 주 구성 물질은 감청색 광물인 천람석(라주라이트 lazurite, 25-40%, 화학조성식: (Na,Ca)8(AlSiO4)6(S,SO4,Cl)1-2)이다. 대부분의 청금석은 또 방해석(calcite, 흰색), 방소다석(소달라이트 sodalite, 청색), 황철석(pyrite, 황색)도 포함한다. 이외에도 보통휘석(augite), 투휘석(diopside), 완화휘석(enstatite), 운모(mica), 남방석(hauynite), 각섬석(hornblende), 노제안(nosean) 등이 청금석의 조암광물이 될 수 있다.
일반적으로 석회암 속에서 발견되며, 이는 접촉변성작용의 결과로 생성된다.

## 생산지
아프가니스탄의 바다흐샨주(Badakshan)가 최고급 청금석의 산지이다. 이 지역의 청금석 광산은 고대 메소포타미아와 이집트에 청금석을 공급하였으며 오늘날에도 청금석을 공급한다. 이곳이 세계에서 가장 오랫동안 계속 채취하는 광산일 가능성이 있다.
칠레의 오발레 부근 안데스산맥에서도 청금석이 발견된다. 여기서 나오는 청금석은 감청색이라기보다는 더 연한 청색이다. 이외에도 러시아 시베리아의 바이칼호 부근, 앙골라, 미얀마, 파키스탄, 미국(캘리포니아주와 콜로라도주), 캐나다 등지에서 청금석이 발견된다.

## 용도
청금석은 잘 닦으면 찬란하게 광택이 나서 장신구와 조각에 널리 쓰인다. 특히 황금과 잘 어울려서 고대 이집트에서는 파라오들의 황금 가면에 사용하였다. 갈아서 재처리하여 청색의 물감 안료로도 쓰였다가 18세기 코발트 블루와 19세기 초 더 값싼 인공 안료(이른바 '프랑스 군청')로 대체되었다.